# Dalea leporina
Dalea leporina, Jednogodišnja je biljka iz porodice mahunarki raširena po Sjevernoj, Srednjoj  i Južnoj Americi.

## Opis
Stabljike - Snažno uzdižuće do uspravne, do oko 1 m, dobro razgranate iznad sredine, fino ukošene, gole. Listovi - Naizmjenični, neparno perasto složeni, do 10 cm, s prilistcima dugim 1-3 mm. Listića 13-35, dugih do 12 mm i širokih 4 mm, grubo duguljastih, često uzdužno presavijenih, suženih pri dnu, obično malo zarezanih na vrhu, golih. Cvjetovi - čaške 5-režnjeviti, s cijevi dugom 2,2-3,0 mm, dlakavi s relativno dugim, svilenkastim dlakama, također točkastim žljezdama, rebra svijetlosmeđa do crnoljubičasta, režnjevi dugi 1,0-2,5 mm, ponekad dlakavi i također žljezdasti uz rubove. Plodovi - Kratke mahune zatvorene u postojanu čašku, duge 2,5-3,0 mm, tanke i poput papira većim dijelom svoje dužine, ovo područje s nepravilnim poprečnim pojasom žlijezdanih točkica blizu vrha, vršni dio deblji, dlakavi.
Cvatnja - srpanj - kolovoz.
Tipična je vrsta roda, opisna prvi puta kao Dalea alopecuroides Willd.,

## Sinonimi
- Dalea acutiflora Steud.; Nom. ed. II. 1: 480 (1840)
- Dalea alba Michx.; Roem. Cat. Hort. Soc. Phys. Turic. (1802)
- Dalea alopecuroides Willd.; Sp. Pl. 3: 1336 (1802)
- Dalea annua var. alopecuroides (Willd.) Kuntze; Revis. Gen. Pl. 1: 178 (1891)
- Dalea bigelovii (Rydb.) B.L.Turner; Field & Lab. 18: 46 (1950)
- Dalea lagopus (Cav.) Willd.; Sp. Pl. 3: 1340 (1802)
- Dalea leporina var. alba (Michx.) H.D.Harr.; Man. Pl. Colorado: 325 (1954)
- Dalea linnaei Michx.; Fl. Bor.-Amer. (Hook.) 2: 57. I. 38 (1803)
- Dalea oreophila (Cory) Cory; Rhodora 49: 164 (1947)
- Parosela alopecuroides (Willd.) Rydb.; Fl. Rocky Mts. 483 (1917)
- Parosela bigelovii Rydb.; N. Am. Fl. 24: 75 (1920)
- Parosela costaricana Rydb.; N. Am. Fl. 24: 77 (1920). 24: 77 (1920)
- Parosela lagopus (Cav.) Cav.; Descourt. 187 (1802)
- Parosela leporina (Aiton) Rydb.; N. Am. Fl. 24: 78 (1920)
- Parosela leporina var. alba J.F.Macbr.; Contr. Gray Herb. 65: 17 (1922)
- Petalostemon alopecuroides (Willd.) Pers.; Syn. 2: 268 (1806)
- Petalostemon oreophilus Cory; Rhodora 41: 561 (1939)
- Psoralea alopecuroides (Willd.) Poir.; Encyc. 5: 695 (1804)
- Psoralea lagopus Cav.; Ic. 1: 59 (1791)
- Psoralea leporina Aiton; Hort. Kew. ed. I 3: 81 (1789)